# الکساندر پرنچوک
الکساندر پرنچوک (اوکراینی: Олександр Іванович Перенчук؛ زادهٔ ۳۰ ژانویهٔ ۱۹۶۶) بازیکن فوتبال اهل اوکراین است.